# Ludwig von Heyl zu Herrnsheim (Industrieller, 1920)
Gebhard Bernhard Ludwig Cornelius Wilhelm Max Freiherr von Heyl zu Herrnsheim (* 18. Mai 1920 in Worms; † 27. Juli 2010 ebenda) war ein deutscher Industrieller.

## Leben und Wirken
Heyl zu Herrnsheim nahm zuletzt als Oberleutnant am Zweiten Weltkrieg teil und wurde hoch dekoriert. Er musste nach einer schweren Verwundung einseitig beinamputiert werden.
Heyl, Sohn von Ludwig von Heyl zu Herrnsheim, war Mitbegründer des „Wiederaufbau-Vereins“ in Worms und war für die CDU Mitglied des Stadtrats. Von 1951 bis 1974 leitete er als letzter Inhaber die „Heylschen Lederwerke Liebenau AG Worms“. Heyl war Vorsitzender des Kuratoriums Heylshof, Mitglied im Rotary-Club und Rechtsritter des Johanniterordens.
Mit Ehefrau Gisela, geborene Greiser (1923–2011) hatte er zahlreiche Nachkommen. Das Ehepaar lebte seit 2006 auf Gut Nonnenhof in Bobenheim bei Sohn Ludwig (1948–2024) und dessen Familie.

## Auszeichnungen und Ehrungen
- Eisernes Kreuz Zweiter und Erster Klasse
- Deutsches Kreuz in Gold
- Bundesverdienstkreuz Erster Klasse (1970)